# Langenegg
Langenegg är en ort och kommun i distriktet Bregenz i förbundslandet Vorarlberg i Österrike.